# Dystrykt Alaski
Dystrykt Alaski (ang. District of Alaska) – terytorium niezorganizowane Stanów Zjednoczonych, istniejące w latach 1884–1912.
Dystrykt został utworzony 17 maja 1884 roku na podstawie aktu organicznego uchwalonego przez Kongres Stanów Zjednoczonych. Objął on swoim zasięgiem obszar Departamentu Alaski – terytorium zakupionego w 1867 roku przez Stany Zjednoczonego od Imperium Rosyjskiego i zarządzanego kolejno przez: United States Army (wojska lądowe), Departament Skarbu Stanów Zjednoczonych oraz United States Navy (marynarkę wojenną). Dystrykt Alaski, w przeciwieństwie do Departamentu Alaski, był zarządzany przez administrację cywilną, na czele której stał gubernator nominowany przez prezydenta Stanów Zjednoczonych.

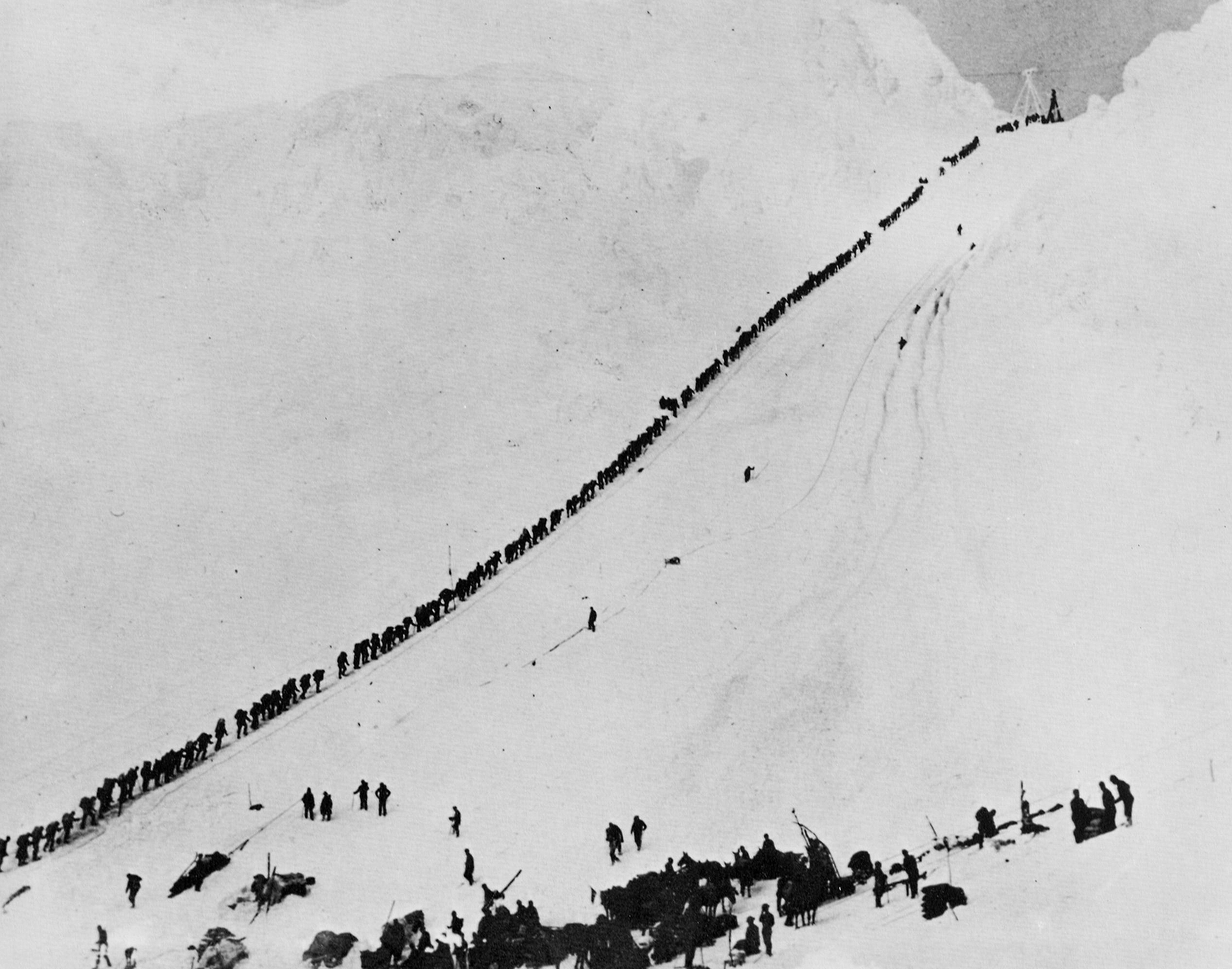
Kolejka poszukiwaczy wspinających się na przełęcz Chilkoot podczas gorączki złota nad Klondike

Na okres istnienia Dystryktu Alaski przypada tzw. gorączka złota nad rzeką Klondike, podczas której ten odludny region stał się przystankiem dla tysięcy poszukiwaczy zmierzających w poszukiwaniu złota do Kanady. Bogate złoża tego kruszcu udało się odkryć także na terenie Alaski, gdzie większość poszukiwaczy przeniosła się po wyczerpaniu głównego złoża. Wraz ze wzrostem osadnictwa, na szeroką skalę rozwinął się również przemysł drzewny oraz rybołówstwo.
Początkowo siedzibą władz dystryktu była Sitka, która jeszcze przez zakupem Alaski przez Amerykanów stanowiła stolicę rosyjskich posiadłości w Ameryce Północnej. Położone na Wyspie Baranowa miasto, które zostało założone jako baza handlu futrami, zaczęło tracić na znaczeniu na początku XX wieku wraz ze spadkiem zysków z wielorybnictwa i handlu futrami. W 1906 roku zdecydowano o przeniesieniu siedziby władz Alaski do Juneau.
Kres istnienia Dystryktu Alaski przyniósł przyjęty przez amerykański Kongres akt organiczny, który formalizował terytorialny system rządów. 24 sierpnia 1912 roku powołano do życia Terytorium Alaski, które stanowiło stan przejściowy przed przekształceniem Alaski w stan.